# جاكسون فارمر
جاكسون فارمر (3 مايو 1995 بإدمونتون في كندا - ) هو لاعب كرة قدم كندي في مركز الدفاع، شارك في دورة الألعاب الأمريكية 2015. وشارك مع منتخب كندا تحت 17 سنة لكرة القدم ومنتخب كندا تحت 20 سنة لكرة القدم ومنتخب كندا تحت 23 سنة لكرة القدم ومنتخب كندا تحت 23 سنة لكرة القدم ومنتخب كندا لكرة القدم. أما مع النوادي، فقد لعب مع تشارلستون بيتري وWhitecaps FC 2 ‏ وVancouver Whitecaps FC U-23 ‏.

## وصلات خارجية
- جاكسون فارمر على موقع قاعدة بيانات كرة القدم.إي يو (الإنجليزية)
- جاكسون فارمر على موقع ناشيونال فوتبول تيمز (الإنجليزية)
- جاكسون فارمر على موقع Soccerway.com (الإنجليزية)